# Золотой глобус (премия, 2019)
76-я церемония вручения наград премии «Золотой глобус»

6 января 2019 года
Лучший фильм (драма): 

«Богемская рапсодия»
Лучший фильм (комедия или мюзикл): 

«Зелёная книга»
Лучший сериал (драма): 

«Американцы»
Лучший сериал (комедия или мюзикл): 

«Метод Комински»
Лучший мини-сериал или телефильм: 

«Убийство Джанни Версаче: Американская история преступлений»
< 75-я Церемонии вручения 77-я >
76-я церемония вручения наград премии «Золотой глобус» за заслуги в области кинематографа и телевидения за 2018 год состоялась 6 января 2019 года в отеле «Беверли-Хилтон» (Беверли-Хиллз, Лос-Анджелес, Калифорния). Номинанты были объявлены за месяц до мероприятия. Церемония транслировалась в прямом эфире на канале NBC, её ведущими впервые выступили актёры Сандра О и Энди Сэмберг.
Почётной премии имени Сесиля Б. Де Милля за жизненные достижения в области кинематографа был удостоен актёр Джефф Бриджес.
На церемонии впервые была вручена новая специальная награда за жизненные достижения в области телевидения (телевизионный аналог премии им. Сесиля Б. Де Милля). Награда получила название в честь актрисы, пятикратной обладательницы «Золотого глобуса» Кэрол Бёрнетт, которая и стала первым лауреатом новой премии.

## Список лауреатов и номинантов
• Лауреаты выделены отдельным цветом. 

### Игровое кино
Количество наград/номинаций:
- 1/6: «Власть»
- 3/5: «Зелёная книга»
- 1/5: «Фаворитка» / «Звезда родилась»
- 0/4: «Чёрный клановец» / «Мэри Поппинс возвращается»
- 2/3: «Рома»
- 1/3: «Если Бил-стрит могла бы заговорить»
- 0/3: «Чёрная пантера»
- 2/2: «Богемская рапсодия»
- 1/2: «Человек на Луне»
- 0/2: «Безумно богатые азиаты» / «Стёртая личность» / «Сможете ли вы меня простить?» / «Частная война» / «Остров собак»
- 1/1: «Жена» / «Человек-паук: Через вселенные»

| Категории                             | Лауреаты и номинанты                                                                                                  | Лауреаты и номинанты                                                                                    |
| ------------------------------------- | --- | --- |
| Лучший фильм — драма                  | • Богемская рапсодия / Bohemian Rhapsody                                                                              | • Богемская рапсодия / Bohemian Rhapsody                                                                |
| Лучший фильм — драма                  | • Чёрная пантера / Black Panther                                                                                      | |
| Лучший фильм — драма                  | • Чёрный клановец / BlacKkKlansman                                                                                    | |
| Лучший фильм — драма                  | • Если Бил-стрит могла бы заговорить / If Beale Street Could Talk                                                     | |
| Лучший фильм — драма                  | • Звезда родилась / A Star Is Born                                                                                    | |
| Лучший фильм — комедия или мюзикл     | • Зелёная книга / Green Book                                                                                          | • Зелёная книга / Green Book                                                                            |
| Лучший фильм — комедия или мюзикл     | • Безумно богатые азиаты / Crazy Rich Asians                                                                          | |
| Лучший фильм — комедия или мюзикл     | • Фаворитка / The Favourite                                                                                           | |
| Лучший фильм — комедия или мюзикл     | • Мэри Поппинс возвращается / Mary Poppins Returns                                                                    | |
| Лучший фильм — комедия или мюзикл     | • Власть / Vice | |
| Лучшая режиссура                      | | • Альфонсо Куарон — «Рома»                                                                              |
| Лучшая режиссура                      | • Брэдли Купер — «Звезда родилась»                                                                                    | |
| Лучшая режиссура                      | • Питер Фаррелли — «Зелёная книга»                                                                                    | |
| Лучшая режиссура                      | • Спайк Ли — «Чёрный клановец»                                                                                        | |
| Лучшая режиссура                      | • Адам Маккей — «Власть»                                                                                              | |
| Лучший актёр в драматическом фильме   | | • Рами Малек — «Богемская рапсодия» (за роль Фредди Меркьюри)                                           |
| Лучший актёр в драматическом фильме   | • Брэдли Купер — «Звезда родилась» (за роль Джексона Мэйна)                                                           | |
| Лучший актёр в драматическом фильме   | • Уиллем Дефо — «Ван Гог. На пороге вечности» (за роль Винсента ван Гога)                                             | |
| Лучший актёр в драматическом фильме   | • Лукас Хеджес — «Стёртая личность» (за роль Джареда Эмонса)                                                          | |
| Лучший актёр в драматическом фильме   | • Джон Дэвид Вашингтон — «Чёрный клановец» (за роль Рона Сталворта)                                                   | |
| Лучшая актриса в драматическом фильме | | • Гленн Клоуз — «Жена» (за роль Джоан Каслман)                                                          |
| Лучшая актриса в драматическом фильме | • Леди Гага — «Звезда родилась» (за роль Элли)                                                                        | |
| Лучшая актриса в драматическом фильме | • Николь Кидман — «Время возмездия» (за роль Эрин Белл)                                                               | |
| Лучшая актриса в драматическом фильме | • Мелисса Маккарти — «Сможете ли вы меня простить?» (за роль Ли Израэль)                                              | |
| Лучшая актриса в драматическом фильме | • Розамунд Пайк — «Частная война» (за роль Мэри Колвин)                                                               | |
| Лучший актёр в комедии или мюзикле    | | • Кристиан Бейл — «Власть» (за роль Дика Чейни)                                                         |
| Лучший актёр в комедии или мюзикле    | • Лин-Мануэль Миранда — «Мэри Поппинс возвращается» (за роль Джека)                                                   | |
| Лучший актёр в комедии или мюзикле    | • Вигго Мортенсен — «Зелёная книга» (за роль Тони Липа)                                                               | |
| Лучший актёр в комедии или мюзикле    | • Роберт Редфорд — «Старик с пистолетом» (за роль Форреста Такера)                                                    | |
| Лучший актёр в комедии или мюзикле    | • Джон Си Райли — «Стэн и Олли» (англ.) (за роль Оливера Харди)                                                       | |
| Лучшая актриса в комедии или мюзикле  | | • Оливия Колман — «Фаворитка» (за роль королевы Анны)                                                   |
| Лучшая актриса в комедии или мюзикле  | • Эмили Блант — «Мэри Поппинс возвращается» (за роль Мэри Поппинс)                                                    | |
| Лучшая актриса в комедии или мюзикле  | • Элси Фишер — «Восьмой класс» (за роль Кейлы Дэй)                                                                    | |
| Лучшая актриса в комедии или мюзикле  | • Шарлиз Терон — «Талли» (за роль Марло Моро)                                                                         | |
| Лучшая актриса в комедии или мюзикле  | • Констанс Ву — «Безумно богатые азиаты» (за роль Рейчел Чу)                                                          | |
| Лучший актёр второго плана            | | • Махершала Али — «Зелёная книга» (за роль Дона Ширли)                                                  |
| Лучший актёр второго плана            | • Тимоти Шаламе — «Красивый мальчик» (за роль Ника Шеффа)                                                             | |
| Лучший актёр второго плана            | • Адам Драйвер — «Чёрный клановец» (за роль Флипа Циммермана)                                                         | |
| Лучший актёр второго плана            | • Ричард Э. Грант — «Сможете ли вы меня простить?» (за роль Джека Хока)                                               | |
| Лучший актёр второго плана            | • Сэм Рокуэлл — «Власть» (за роль Джорджа Уокера Буша)                                                                | |
| Лучшая актриса второго плана          | | • Реджина Кинг — «Если Бил-стрит могла бы заговорить» (за роль Шэрон Риверс)                            |
| Лучшая актриса второго плана          | • Эми Адамс — «Власть» (за роль Линн Чейни)                                                                           | |
| Лучшая актриса второго плана          | • Клэр Фой — «Человек на Луне» (за роль Дженет Армстронг)                                                             | |
| Лучшая актриса второго плана          | • Эмма Стоун — «Фаворитка» (за роль Эбигейл)                                                                          | |
| Лучшая актриса второго плана          | • Рэйчел Вайс — «Фаворитка» (за роль леди Сары)                                                                       | |
| Лучший сценарий                       | Питер Фаррелли | • Ник Валлелонга, Брайан Карри, Питер Фаррелли — «Зелёная книга»                                        |
| Лучший сценарий                       | Питер Фаррелли | • Альфонсо Куарон — «Рома»                                                                              |
| Лучший сценарий                       | Питер Фаррелли | • Дебора Дэвис, Тони Макнамара — «Фаворитка»                                                            |
| Лучший сценарий                       | Питер Фаррелли | • Барри Дженкинс — «Если Бил-стрит могла бы заговорить»                                                 |
| Лучший сценарий                       | Питер Фаррелли | • Адам Маккей — «Власть»                                                                                |
| Лучшая музыка к фильму                | | • Джастин Гурвиц — «Человек на Луне»                                                                    |
| Лучшая музыка к фильму                | • Марко Белтрами — «Тихое место»                                                                                      | |
| Лучшая музыка к фильму                | • Александр Деспла — «Остров собак»                                                                                   | |
| Лучшая музыка к фильму                | • Людвиг Йоранссон — «Чёрная пантера»                                                                                 | |
| Лучшая музыка к фильму                | • Марк Шэймен — «Мэри Поппинс возвращается»                                                                           | |
| Лучшая песня                          | • Shallow — «Звезда родилась» — музыка и слова: Леди Гага, Марк Ронсон, Энтони Россомандо, Эндрю Уайатт               | • Shallow — «Звезда родилась» — музыка и слова: Леди Гага, Марк Ронсон, Энтони Россомандо, Эндрю Уайатт |
| Лучшая песня                          | • All the Stars — «Чёрная пантера» — музыка и слова: Кендрик Ламар, Энтони Тиффит, Марк Спирс, Солана Роу, Эл Шукбург | |
| Лучшая песня                          | • Girl in the Movies — «Пышка» (англ.) — музыка и слова: Долли Партон, Линда Перри                                    | |
| Лучшая песня                          | • Requiem for a Private War — «Частная война» — музыка и слова: Энни Леннокс                                          | |
| Лучшая песня                          | • Revelation — «Стёртая личность» — музыка и слова: Трой Сиван, Йонси, слова: Бретт Маклафлин                         | |
| Лучший анимационный фильм             | • Человек-паук: Через вселенные / Spider-Man: Into the Spider-Verse                                                   | • Человек-паук: Через вселенные / Spider-Man: Into the Spider-Verse                                     |
| Лучший анимационный фильм             | • Суперсемейка 2 / Incredibles 2                                                                                      | |
| Лучший анимационный фильм             | • Остров собак / Isle of Dogs                                                                                         | |
| Лучший анимационный фильм             | • Мирай из будущего / Mirai                                                                                           | |
| Лучший анимационный фильм             | • Ральф против интернета / Ralph Breaks the Internet                                                                  | |
| Лучший фильм на иностранном языке     | • Рома / Roma (Мексика)                                                                                               | • Рома / Roma (Мексика)                                                                                 |
| Лучший фильм на иностранном языке     | • Капернаум / کفرناحوم (Capharnaüm) (Ливан)                                                                           | |
| Лучший фильм на иностранном языке     | • Девочка / Girl (Бельгия)                                                                                            | |
| Лучший фильм на иностранном языке     | • Работа без авторства / Werk ohne Autor (Германия)                                                                   | |
| Лучший фильм на иностранном языке     | • Магазинные воришки / 万引き家族 (Япония)                                                                            | |

### Телевизионные категории
Количество наград/номинаций:
- 2/4: «Убийство Джанни Версаче: Американская история преступлений»
- 2/3: «Метод Комински»
- 1/3: «Американцы» / «Удивительная миссис Мейзел» / «Острые предметы» / «Чрезвычайно английский скандал»
- 0/3: «Возвращение домой» / «Барри»
- 1/2: «Телохранитель» / «Убивая Еву» / «Побег из тюрьмы Даннемора»
- 0/2: «Поза» / «В лучшем мире» / «Шучу» / «Алиенист» / «Рассказ служанки»

| Категории                                                               | Лауреаты и номинанты | Лауреаты и номинанты |
| ----------------------------------------------------------------------- | --- | --- |
| Лучший телевизионный сериал (драма)                                     | • Американцы / The Americans                                                                                             | • Американцы / The Americans                                                                                             |
| Лучший телевизионный сериал (драма)                                     | • Телохранитель / Bodyguard                                                                                              | |
| Лучший телевизионный сериал (драма)                                     | • Возвращение домой / Homecoming                                                                                         | |
| Лучший телевизионный сериал (драма)                                     | • Убивая Еву / Killing Eve                                                                                               | |
| Лучший телевизионный сериал (драма)                                     | • Поза / Pose | |
| Лучший телевизионный сериал (комедия или мюзикл)                        | • Метод Комински / The Kominsky Method                                                                                   | • Метод Комински / The Kominsky Method                                                                                   |
| Лучший телевизионный сериал (комедия или мюзикл)                        | • Барри / Barry | |
| Лучший телевизионный сериал (комедия или мюзикл)                        | • В лучшем мире / The Good Place                                                                                         | |
| Лучший телевизионный сериал (комедия или мюзикл)                        | • Шучу / Kidding | |
| Лучший телевизионный сериал (комедия или мюзикл)                        | • Удивительная миссис Мейзел / The Marvelous Mrs. Maisel                                                                 | |
| Лучший мини-сериал или телефильм                                        | • Убийство Джанни Версаче: Американская история преступлений / The Assassination of Gianni Versace: American Crime Story | • Убийство Джанни Версаче: Американская история преступлений / The Assassination of Gianni Versace: American Crime Story |
| Лучший мини-сериал или телефильм                                        | • Алиенист / The Alienist                                                                                                | |
| Лучший мини-сериал или телефильм                                        | • Побег из тюрьмы Даннемора / Escape at Dannemora                                                                        | |
| Лучший мини-сериал или телефильм                                        | • Острые предметы / Sharp Objects                                                                                        | |
| Лучший мини-сериал или телефильм                                        | • Чрезвычайно английский скандал / A Very English Scandal                                                                | |
| Лучший актёр в драматическом телесериале                                | | • Ричард Мэдден — «Телохранитель» (за роль Дэвида Бадда)                                                                 |
| Лучший актёр в драматическом телесериале                                | • Джейсон Бейтман — «Озарк» (за роль Мартина «Марти» Бёрда)                                                              | |
| Лучший актёр в драматическом телесериале                                | • Стефан Джеймс — «Возвращение домой» (за роль Уолтера Круса)                                                            | |
| Лучший актёр в драматическом телесериале                                | • Билли Портер — «Поза» (за роль Прея Телла)                                                                             | |
| Лучший актёр в драматическом телесериале                                | • Мэттью Риз — «Американцы» (за роль Филипа Дженнингса)                                                                  | |
| Лучшая актриса в драматическом телесериале                              | | • Сандра О — «Убивая Еву» (за роль Евы Поластри)                                                                         |
| Лучшая актриса в драматическом телесериале                              | • Катрина Балф — «Чужестранка» (за роль Клэр Фрейзер)                                                                    | |
| Лучшая актриса в драматическом телесериале                              | • Элизабет Мосс — «Рассказ служанки» (за роль Джун Осборн)                                                               | |
| Лучшая актриса в драматическом телесериале                              | • Джулия Робертс — «Возвращение домой» (за роль Хайди Бергман)                                                           | |
| Лучшая актриса в драматическом телесериале                              | • Кери Расселл — «Американцы» (за роль Элизабет Дженнингс)                                                               | |
| Лучший актёр в комедийном телесериале, или мюзикле                      | | • Майкл Дуглас — «Метод Комински» (за роль Сэнди Комински)                                                               |
| Лучший актёр в комедийном телесериале, или мюзикле                      | • Саша Барон Коэн — «Кто есть Америка?» (за роли разных персонажей)                                                      | |
| Лучший актёр в комедийном телесериале, или мюзикле                      | • Джим Керри — «Шучу» (за роль Джеффа)                                                                                   | |
| Лучший актёр в комедийном телесериале, или мюзикле                      | • Дональд Гловер — «Атланта» (за роль Эрнеста «Эрна» Маркса)                                                             | |
| Лучший актёр в комедийном телесериале, или мюзикле                      | • Билл Хейдер — «Барри» (за роль Барри Беркмана)                                                                         | |
| Лучшая актриса в комедийном телесериале, или мюзикле                    | | • Рэйчел Броснахэн — «Удивительная миссис Мейзел» (за роль Мириам «Мидж» Мейзел)                                         |
| Лучшая актриса в комедийном телесериале, или мюзикле                    | • Кристен Белл — «В лучшем мире» (за роль Элеанор Шеллстроп)                                                             | |
| Лучшая актриса в комедийном телесериале, или мюзикле                    | • Кэндис Берген — «Мерфи Браун» (за роль Мёрфи Браун)                                                                    | |
| Лучшая актриса в комедийном телесериале, или мюзикле                    | • Элисон Бри — «Блеск» (за роль Рут «Зои-разрушительницы» Уайлдер)                                                       | |
| Лучшая актриса в комедийном телесериале, или мюзикле                    | • Дебра Мессинг — «Уилл и Грейс» (за роль Грейс Адлер)                                                                   | |
| Лучший актёр в мини-сериале или телефильме                              | | • Даррен Крисс — «Убийство Джанни Версаче: Американская история преступлений» (за роль Эндрю Кьюненена)                  |
| Лучший актёр в мини-сериале или телефильме                              | • Антонио Бандерас — «Гений: Пикассо» (за роль Пабло Пикассо)                                                            | |
| Лучший актёр в мини-сериале или телефильме                              | • Даниэль Брюль — «Алиенист» (за роль доктора Ласло Крайцлера)                                                           | |
| Лучший актёр в мини-сериале или телефильме                              | • Бенедикт Камбербэтч — «Патрик Мелроуз» (за роль Патрика Мелроуза)                                                      | |
| Лучший актёр в мини-сериале или телефильме                              | • Хью Грант — «Чрезвычайно английский скандал» (за роль Джереми Торпа)                                                   | |
| Лучшая актриса в мини-сериале или телефильме                            | | • Патрисия Аркетт — «Побег из тюрьмы Даннемора» (за роль Тилли Митчелл)                                                  |
| Лучшая актриса в мини-сериале или телефильме                            | • Эми Адамс — «Острые предметы» (за роль Камиллы Прикер)                                                                 | |
| Лучшая актриса в мини-сериале или телефильме                            | • Конни Бриттон — «Грязный Джон» (англ.) (за роль Дебры Ньюэлл)                                                          | |
| Лучшая актриса в мини-сериале или телефильме                            | • Лора Дерн — «Рассказ» (за роль Дженнифер Фокс)                                                                         | |
| Лучшая актриса в мини-сериале или телефильме                            | • Реджина Кинг — «Семь секунд» (за роль Латрис Батлер)                                                                   | |
| Лучший актёр второго плана в телесериале, мини-сериале или телефильме   | | • Бен Уишоу — «Чрезвычайно английский скандал» (за роль Нормана Скотта)                                                  |
| Лучший актёр второго плана в телесериале, мини-сериале или телефильме   | • Алан Аркин — «Метод Комински» (за роль Нормана Ньюлендера)                                                             | |
| Лучший актёр второго плана в телесериале, мини-сериале или телефильме   | • Киран Калкин — «Наследники» (за роль Романа Роя)                                                                       | |
| Лучший актёр второго плана в телесериале, мини-сериале или телефильме   | • Эдгар Рамирес — «Убийство Джанни Версаче: Американская история преступлений» (за роль Джанни Версаче)                  | |
| Лучший актёр второго плана в телесериале, мини-сериале или телефильме   | • Генри Уинклер — «Барри» (за роль Джина Кузино)                                                                         | |
| Лучшая актриса второго плана в телесериале, мини-сериале или телефильме | | • Патриша Кларксон — «Острые предметы» (за роль Адоры Креллин)                                                           |
| Лучшая актриса второго плана в телесериале, мини-сериале или телефильме | • Алекс Борштейн — «Удивительная миссис Мейзел» (за роль Сьюзи Майерсон)                                                 | |
| Лучшая актриса второго плана в телесериале, мини-сериале или телефильме | • Пенелопа Крус — «Убийство Джанни Версаче: Американская история преступлений» (за роль Донателлы Версаче)               | |
| Лучшая актриса второго плана в телесериале, мини-сериале или телефильме | • Тэнди Ньютон — «Мир Дикого запада» (за роль Мейв Милли)                                                                | |
| Лучшая актриса второго плана в телесериале, мини-сериале или телефильме | • Ивонн Страховски — «Рассказ служанки» (за роль Серены Джой Уотерфорд)                                                  | |

## Специальные награды
| Премия Сесиля Б. Де Милля (Награда за вклад в кинематограф)         |  | • Джефф Бриджес                                                                    |
| Премия имени Кэрол Бёрнетт (награда за вклад в области телевидения) |  | • Кэрол Бёрнетт                                                                    |
| Посол «Золотого глобуса» 2019 (Символический титул)                 |  | • Исан Эльба (англ.) — (дочь актёра Идриса Эльбы и визажиста Хенне «Ким» Норгаард) |